# Barót (keresztnév)
A Barót bizonytalan eredetű régi magyar személynév, ami valószínűleg a germán Barold névből ered, aminek a jelentése: medve + parancsoló úr.

## Gyakorisága
Az 1990-es években szórványosan fordult elő, a 2000-es években nem szerepel a 100 leggyakoribb férfinév között.

## Névnapok
- július 15.[2]
- július 16.[2]